# Campo Calabro
Campo Calabro è un comune italiano di 4 474 abitanti della città metropolitana di Reggio Calabria in Calabria.

## Storia
Il suo nome deriva dal latino campus, ossia "campo", con il significato anche di "campagna". È diventato comune autonomo a partire dal 1950, poiché, in precedenza, era stata la frazione montana più popolosa del comune di Villa San Giovanni, conosciuta anche come Villa san Giovanni superiore per distinguerla dal noto abitato posto giù a mare. Le sue origini sono molto antiche, anche se non vi sono testimonianze certe sulla sua fondazione.
Campo Calabro è anche il paese natale di Antonino Scopelliti, magistrato ucciso dalla mafia nell'estate del 1991. Originario del luogo anche l'insegnante ed avvocato antifascista Francesco Geraci.

### Simboli
Lo stemma e il gonfalone sono stati concessi con decreto del presidente della Repubblica del 14 maggio 1955.
Nello stemma è raffigurato un falco pecchiaiolo (Pernis apivorus), comunemente denominato adorno, la cui caccia, ora proibita, era praticata dai cacciatori del luogo che si appostavano sulle colline del paese per sparare agli uccelli che risalivano la costa sfruttando le correnti ascensionali dello Stretto. Il grappolo d'uva e le spighe fanno riferimento ai due principali prodotti dell’agricoltura locale e ne sottolineano la vocazione agricola. L'argento dello sfondo ricorda la neve che veniva trasportata dall'Aspromonte e conservata nelle fresche cantine delle abitazioni e che serviva alla preparazione delle bevande estive.
Il gonfalone è un drappo tagliato di bianco e di verde.

## Monumenti e luoghi d'interesse

### Forte
È la fortificazione umbertina più grande dello Stretto di Messina, sia per dimensioni che per valore architettonico. Fu tra i primi forti ad essere realizzati e fu costruito in quattro anni, i lavori iniziarono infatti nel 1884 e finirono nel 1888.

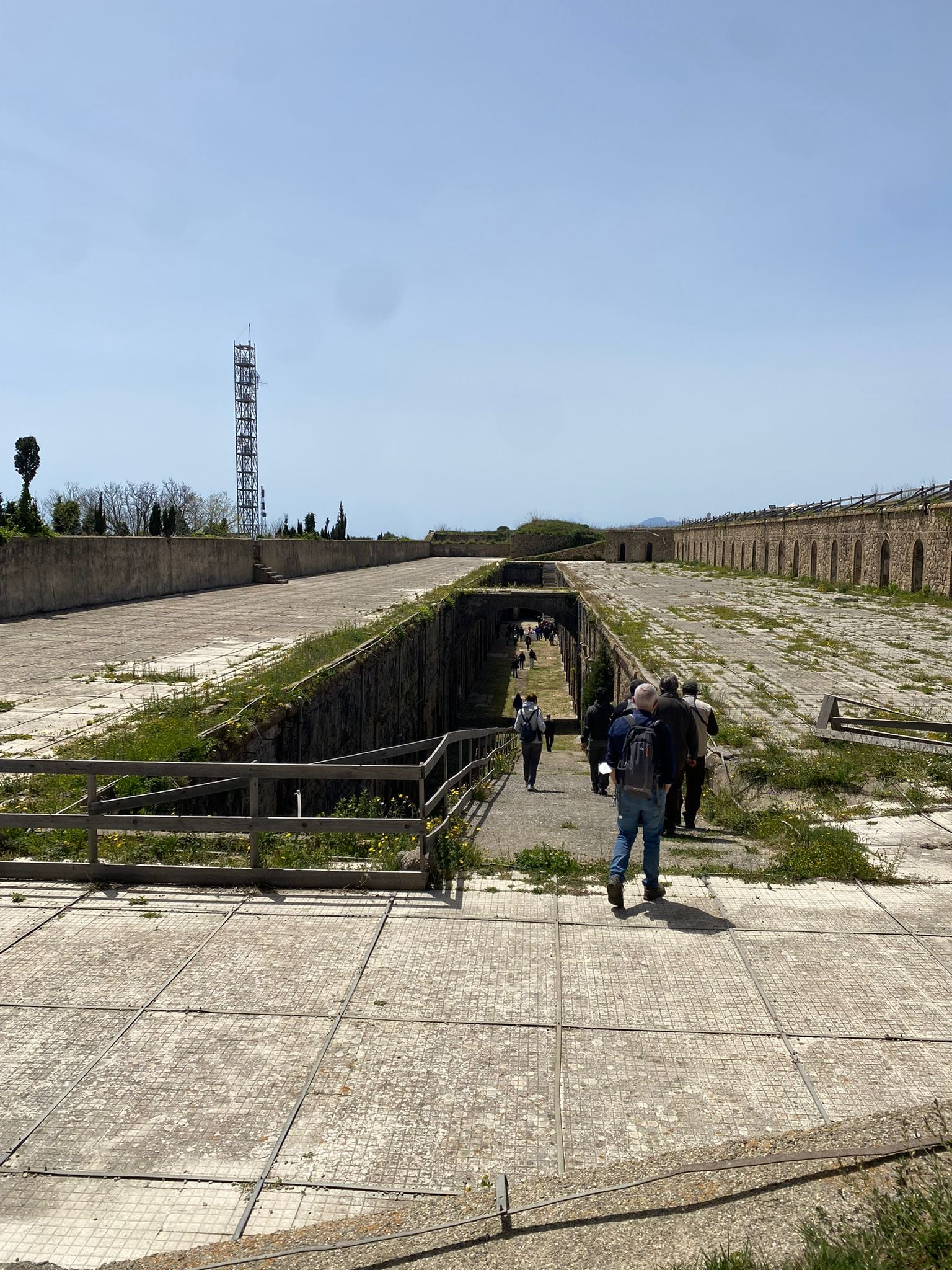
Livello superiore del forte Siacci

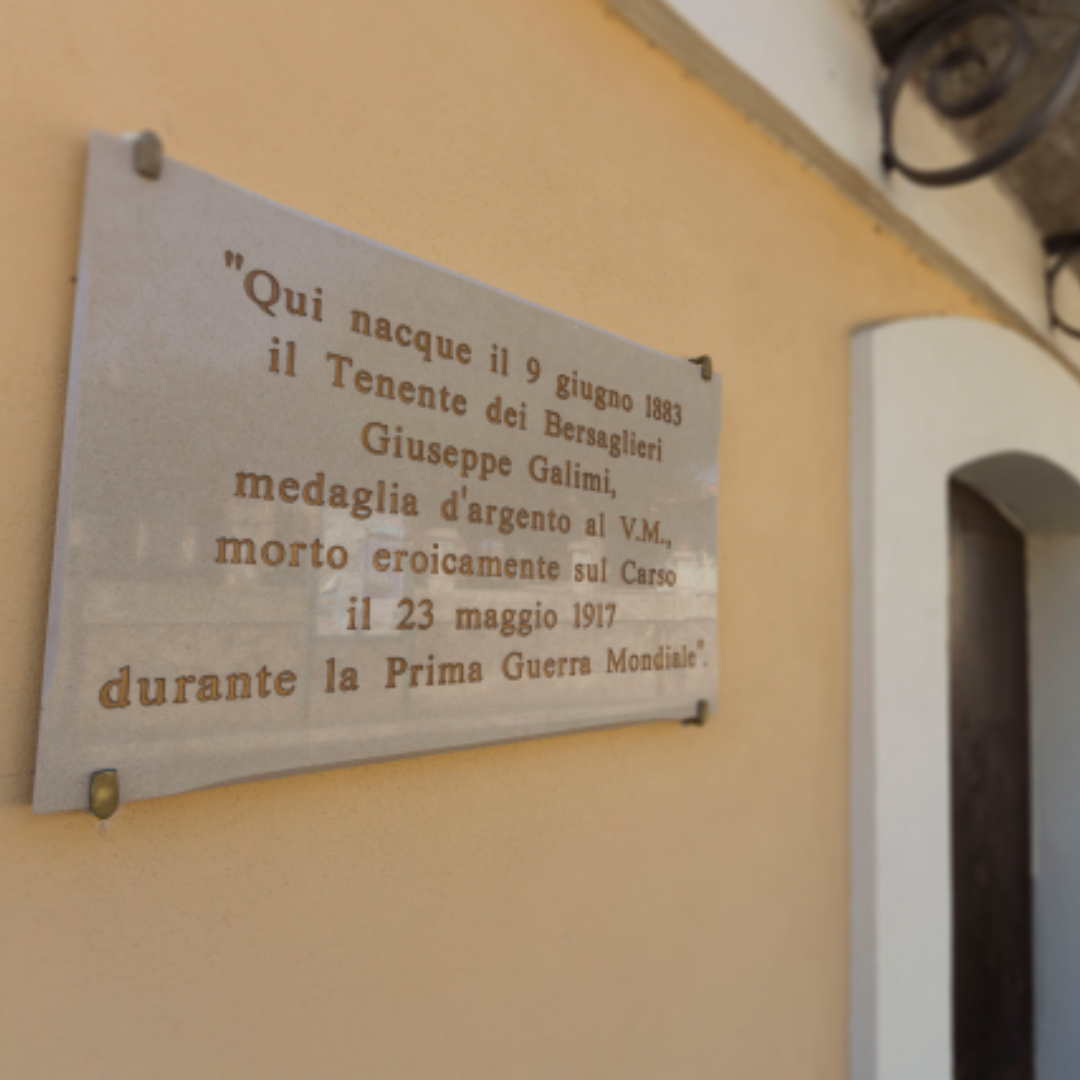
Targa esposta all'esterno della casa museo

## Società

### Evoluzione demografica
Abitanti censiti

## Cultura

### Biblioteche
Biblioteca comunale di Campo Calabro - "Avv. Vincenzo Ranieri" in Via Sant'Angelo. La biblioteca offre un catalogo con più di cinquemila libri e uno spazio adatto ai bambini.

### Scuole
Nel comune è presente un istituto scolastico comprensivo.

### Musei

#### Casa museo del Tenente G. Galimi
Situata nella casa natale del Tenente Galimi, eroe della prima guerra mondiale caduto sul Carso, la casa museo è stata inaugurata nel 2017 in occasione del centenario della morte di Galimi. Tre ambienti al piano terra, di proprietà della famiglia, sono stati riportati allo stato originario con arredi d’epoca. In essi sono conservati cimeli, foto  e documenti riguardanti la vita del tenente Galimi e le circostanze della sua morte in combattimento.

## Amministrazione
| Periodo          | Periodo          | Primo cittadino           | Partito                   | Carica                  | Note          |
| ---------------- | ---------------- | ------------------------- | ------------------------- | ----------------------- | ------------- |
| 25 luglio 1988   | 16 marzo 1990    | Francesco Domenico Creaco | Democrazia Cristiana      | Sindaco                 | [ 8 ]         |
| 16 marzo 1990    | 1 giugno 1992    | Antonio Gaetano           | Democrazia Cristiana      | Sindaco                 | [ 9 ]         |
| 16 giugno 1992   | 19 giugno 1993   | Antonino Scopelliti       | Democrazia Cristiana      | Sindaco                 | [ 10 ]        |
| 19 giugno 1993   | 11 novembre 1993 | Domenico Idone            | Democrazia Cristiana      | Sindaco                 | [ 11 ] [ 12 ] |
| 11 novembre 1993 | 13 giugno 1994   | Tommaso Mondello          |                           | Commissario prefettizio | [ 13 ]        |
| 13 giugno 1994   | 25 maggio 1998   | Domenico Idone            | Partito Popolare Italiano | Sindaco                 | [ 14 ]        |
| 25 maggio 1998   | 28 maggio 2002   | Antonino Scopelliti       | Lista civica di centro    | Sindaco                 | [ 15 ]        |
| 28 maggio 2002   | 29 maggio 2007   | Antonino Scopelliti       | Lista civica              | Sindaco                 | [ 17 ]        |
| 29 maggio 2007   | 8 maggio 2012    | Domenico Idone            | Lista civica              | Sindaco                 | [ 18 ]        |
| 8 maggio 2012    | 12 giugno 2017   | Domenico Idone            | Lista civica              | Sindaco                 | [ 20 ]        |
| 12 giugno 2017   | 14 giugno 2022   | Rocco Alessandro Repaci   | Lista civica              | Sindaco                 | [ 22 ]        |
| 14 giugno 2022   | in carica        | Rocco Alessandro Repaci   | Lista civica              | Sindaco                 | [ 23 ]        |

## Sport

### Calcio
A.S.D. Campese che milita nel campionato di Prima categoria Calabrese, nel girone D, e che disputa le partite di casa nello stadio comunale "Parrinello-Repaci". La società dispone anche di un vasto settore giovanile.

### Volley Maschile
La New Fides Volley Campo Calabro milita nel campionato CSI nella circoscrizione di Reggio Calabria.